# Reducción de Wolff-Kishner
La reducción de Wolff-Kishner es una reacción química que reduce completamente una cetona (o aldehído) a un alcano.
Originalmente, el método involucraba el calentamiento de la hidrazona con etóxido de sodio en un reactor sellado a cerca de 200 °C. Se ha encontrado que otras bases son igualmente efectivas. Posteriormente se han publicado algunas revisiones.

## Mecanismo de reacción
El mecanismo más probable involucra la eliminación de un anión alquilo en el paso final:
El mecanismo involucra primero la formación de la hidrazona, en un mecanismo que es probablemente análogo a la formación de una imina. Una sucesión de deprotonaciones resultan finalmente en la evolución del nitrógeno. El mecanismo puede ser justificado por la evolución del nitrógeno debido a factores termodinámicos.

## Modificación de Huang-Minlon
La Modificación de Huang-Minlon es una conveniente modificación a la reducción de Wolff-Kishner e involucra calentar el compuesto de carbonilo, hidróxido de potasio, e hidrazina junto a etilenglicol en una síntesis de un solo paso.